# 湖口站 (九江市)
湖口站，位于中华人民共和国江西省九江市湖口县马影镇，距离县城8公里，是铜九铁路上的火车站，由南昌铁路局管辖。湖口站于2008年9月1日建成启用，2015年车站开始改造以配合衢九铁路接入。

## 车站结构

### 站房
湖口站站房位于站场北侧，面积3000平方米。售票处位于站房西侧，内设3个人工窗口；此外售票厅内还设有休息座椅，供车站候车室半夜关闭时，需搭乘早班列车的乘客使用。

### 站场

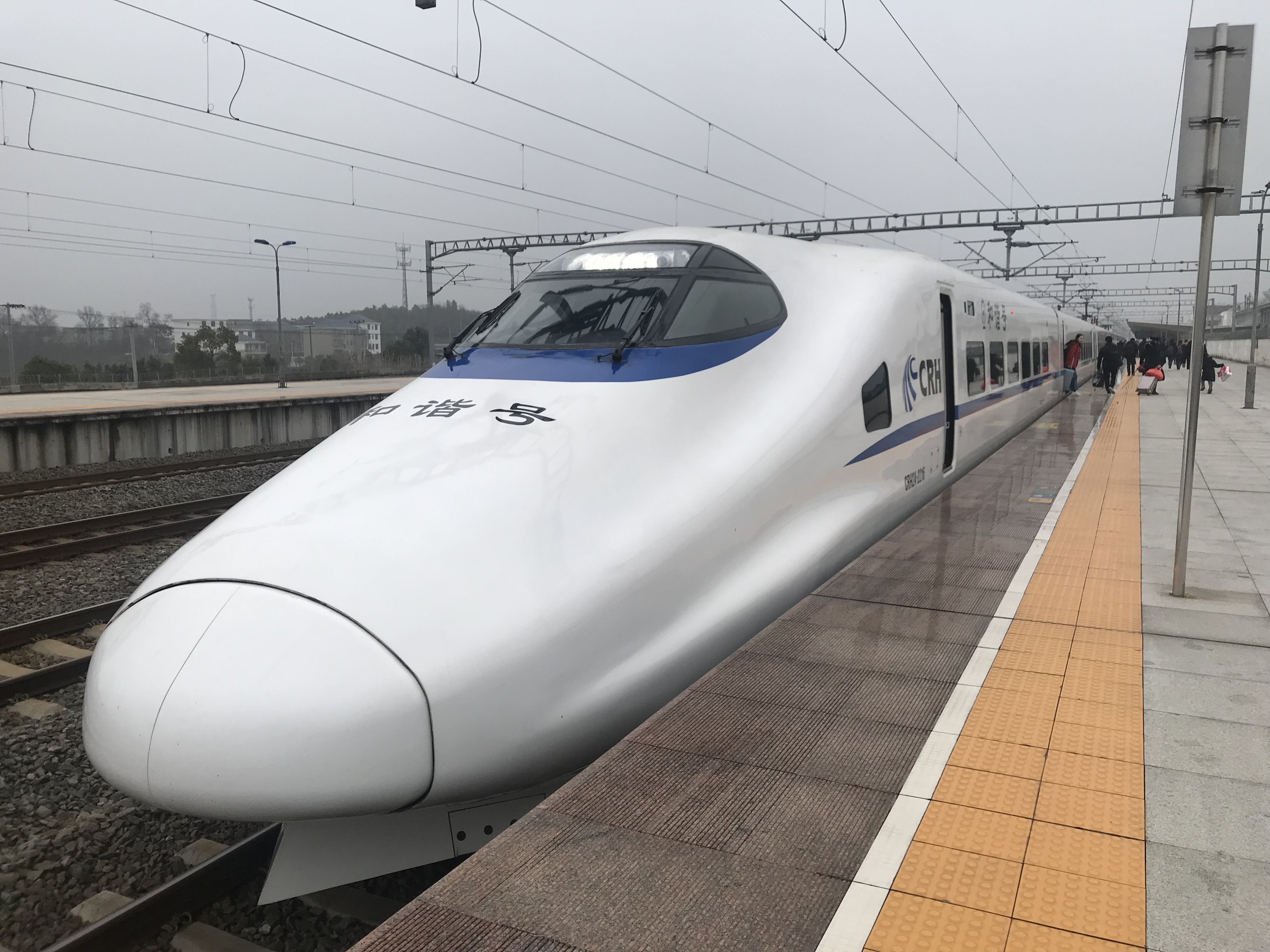
1站台

湖口站在2015年改造后改为二台六线车站，并将原先的低站台改为高站台。湖口站客运站场西南侧设有一个中型货场，办理整车普通货物业务，但不办理零散货物快运业务。
| 1F | 侧式站台 | 侧式站台                       |
| 1F | 1站台    | 衢九铁路 往衢州方向（都昌站）  |
| 1F | 通过线   | 衢九铁路下行列车通过线         |
| 1F | 通过线   | 衢九铁路上行列车通过线         |
| 1F | 2站台    | 衢九铁路往九江方向（琵琶湖站） |
| 1F | 侧式站台 |                                |
| 1F | 3站台    | 铜九铁路列车                   |
| 1F | 正线     | 铜九铁路 列车通过线            |

## 車站周邊
- 湖口县妇幼保健院
- 天悦仁和大酒店

## 外部連結
- 维基共享资源上的相關多媒體資源：湖口站